# Gare de Melle (France)
Pour les articles homonymes, voir Gare de Melle.
La gare de Melle est une ancienne gare ferroviaire française de la ligne d'Aiffres à Ruffec, située à proximité du centre-ville de Melle dans le département des Deux-Sèvres en région Nouvelle-Aquitaine.
Elle est mise en service en 1885 par l'Administration des chemins de fer de l'État et fermée au trafic voyageurs en 1938 par la Société nationale des chemins de fer français (SNCF). Elle est totalement isolée du réseau national lors du déclassement du tronçon de Prahecq à Melle en 1993. Seul un point transport SNCF est en service au centre de Melle.

## Situation ferroviaire
Établie à 119 mètres d'altitude, la gare de Melle (fermée) est située au point kilométrique (PK) 27,0 sur la ligne d'Aiffres à Ruffec (Hors service), entre les gares fermées de Celles-sur-Belle et de Mazières - Saint-Romans.

## Histoire
La gare de Melle, comme la ligne de Niort à Ruffec, est ouverte à l'exploitation le 22 février 1885 par l'Administration des chemins de fer de l'État. L'inauguration de la ligne a lieu le dimanche 1er mars 1885 en présence de David Raynal, ministre des travaux publics. Le train inaugural s'arrête en gare de Melle et M. Girard, le maire de la commune, accueille le ministre au son d'une Marseillaise jouée par la fanfare. Un banquet de 400 couverts organisé à la sous-préfecture est présidé par le ministre. Le bâtiment voyageurs, édifié sans doute durant cette même année 1885, est composé d'un corps central, à trois ouvertures et un étage, encadré par deux ailes à deux ouvertures. La toiture est couverte par de l'ardoise.

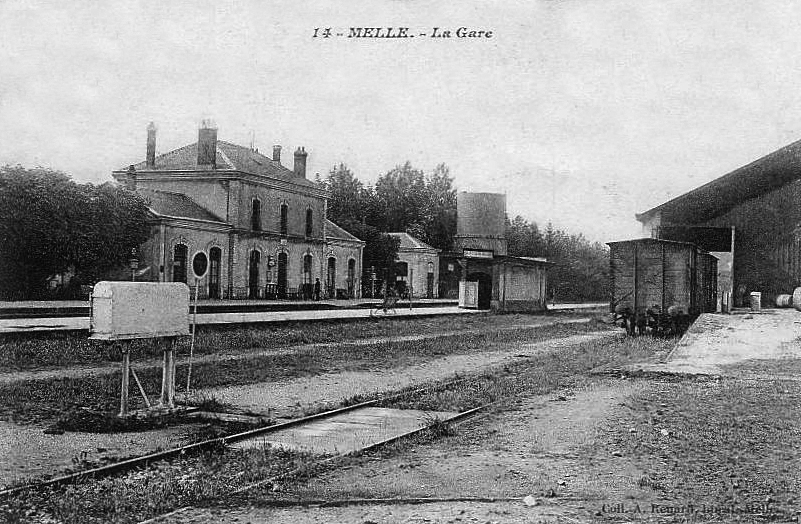
Intérieur de la gare vers 1900.

Le service voyageurs est fermé en 1938 par la toute jeune Société nationale des chemins de fer français (SNCF). Néanmoins il fonctionne de nouveau durant la Seconde Guerre mondiale et est définitivement suspendu lors de la fermeture de la ligne en 1954.
La gare est isolée du réseau, avec le déclassement de la section de Melle à Chef-Boutonne le 29 janvier 1979 suivi par celui du tronçon de Prahecq à Melle le 10 novembre 1993 .

## Service des voyageurs
La gare est fermée et réaffectée à d'autres fonctions que ferroviaire. Néanmoins la SNCF a ouvert un point transport au 2 de la place Aristide Briand, près du centre-bourg.